# Diproctacanthus xanthurus
Diproctacanthus xanthurus (Bleeker, 1856), unica specie del genere Diproctacanthus è un pesce di acqua salata appartenente alla famiglia Labridae.

## Habitat e Distribuzione
Proviene dalle barriere coralline dell'oceano Pacifico: è stato localizzato sulle coste della Nuova Guinea, delle Filippine e lungo la Grande Barriera Corallina. Si trova nei luoghi ricchi di coralli e nelle lagune, comunque sempre a basse profondità.

## Descrizione
Presenta un corpo compresso lateralmente, allungato e non particolarmente alto, con la testa abbastanza appuntita e gli occhi piuttosto grandi. Non supera i 10 cm. La livrea è striata, con il colore di base bianco e due ampie fasce nere orizzontali, che percorrono una tutto il dorso e l'altra il corpo attraversando l'occhio e terminando sul peduncolo caudale. Negli adulti la pinna caudale è gialla.

## Biologia

### Comportamento
Gli esemplari adulti si spostano in piccoli banchi, mentre gli esemplari giovani hanno l'abitudine di pulire i pesci più grossi nutrendosi dei loro parassiti esterni.

### Alimentazione
La dieta non è molto varia, principalmente carnivora, composta soprattutto da parassiti di altri pesci per gli esemplari giovani, e da cnidari per gli adulti.

### Riproduzione
È oviparo e la fecondazione è esterna. non sono note cure nei confronti di uova e avannotti.

## Conservazione
Questa specie è classificata come "a rischio minimo" (LC) dalla lista rossa IUCN perché non è minacciata da particolari pericoli eccetto la saltuaria pesca per l'acquariofilia.